# Буковський-Ляс
Буковський-Ляс (пол. Bukowski Las) — село в Польщі, у гміні Ганськ Володавського повіту Люблінського воєводства.
Населення — 78 осіб (2011).
У 1975-1998 роках село належало до Холмського воєводства.

## Демографія
Демографічна структура станом на 31 березня 2011 року:
|          | Загалом | Допрацездатний вік | Працездатний вік | Постпрацездатний вік |
| -------- | ------- | ------------------ | ---------------- | -------------------- |
| Чоловіки | 43      | 16                 | 22               | 5                    |
| Жінки    | 35      | 10                 | 17               | 8                    |
| Разом    | 78      | 26                 | 39               | 13                   |